# سفارة كندا في واشنطن العاصمة
سفارة كندا في الولايات المتحدة هي التمثيلية الرسمية وسفارة كندا في الولايات المتحدة.

## مقالات ذات صلة
- سفارة ألمانيا في واشنطن العاصمة
- سفارة هولندا في واشنطن العاصمة
- سفارة المغرب في واشنطن العاصمة